# Carl-Elis Halldén
Carl-Elis "Nalle" Halldén, född 17 oktober 1906 i Stockholm, död 14 december 1982, var en svensk fotbollsledare och ordförande. 2015 valdes han in i Svensk fotbolls Hall of Fame.
Halldén, som var tobakshandlare, var ledamot i uttagningskommittén i Svenska Fotbollförbundet mellan 1956 och 1961. Han var kassör i IFK Norrköping mellan 1938 och 1947, ordförande 1952–1955 samt lagledare 1939–1956.